# Câlnic
Câlnic (en alemán, Kelling; en húngaro, Kelnek) es una comuna rumana situada en el distrito de Alba. Según el censo de 2021, tiene una población de 1810 habitantes.
La comuna está compuesta por dos aldeas, Câlnic y Deal. El pueblo de Câlnic es una de las aldeas con iglesias fortificadas de Transilvania, consideradas como Patrimonio de la Humanidad por la UNESCO desde 1999.

## El castillo

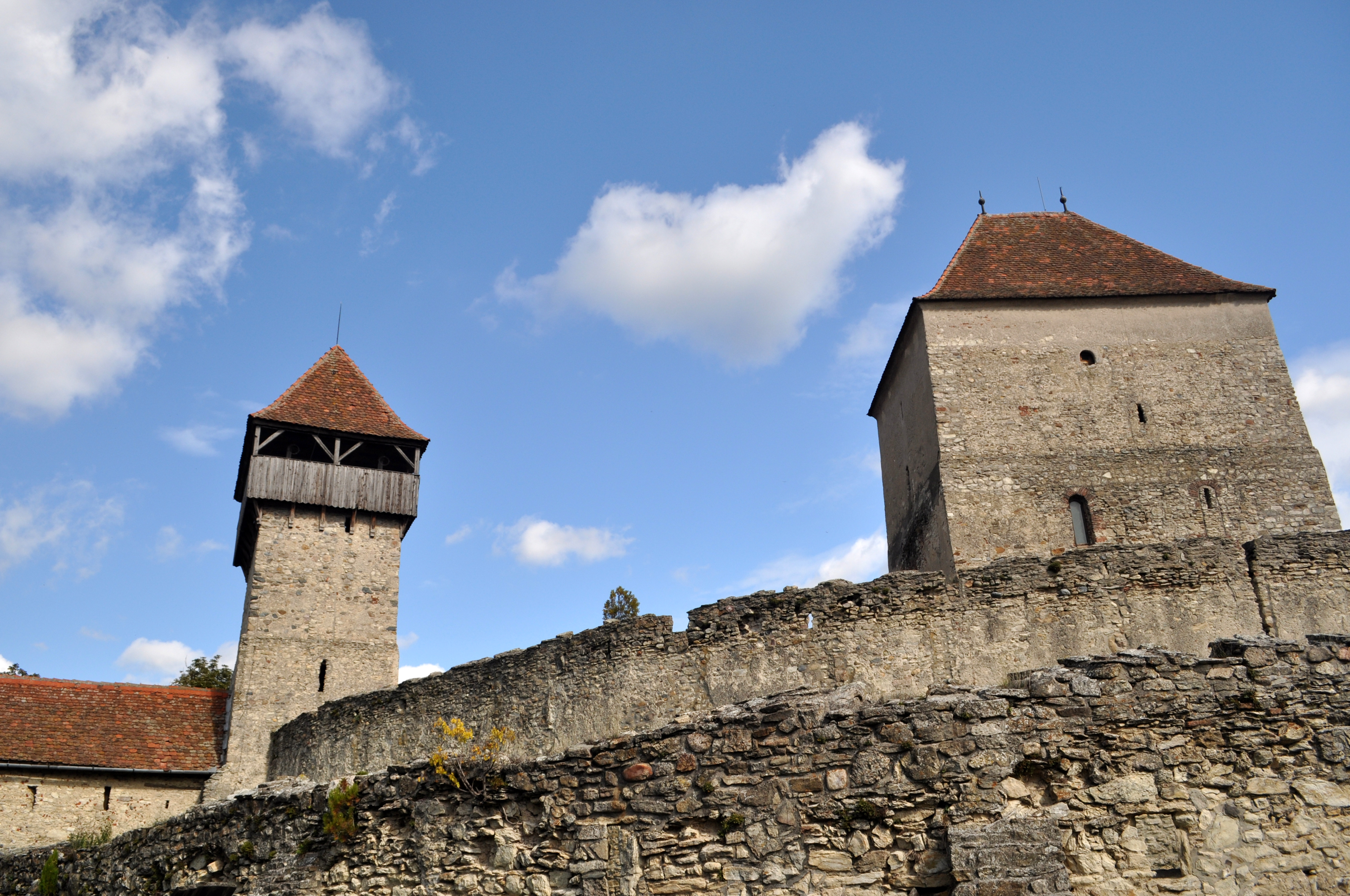
Castillo de Câlnic, 2013

El castillo, mencionado por primera vez en 1269, está muy bien conservado. Construido como residencia de un noble, fue comprada y fortificada en 1430 por los campesinos locales. Se trata de un gran patio rodeado de paredes y algunos edificios adyacentes a las paredes. En el centro hay un torreón y una capilla. El castillo se diferencia de la mayoría de las otras construcciones de este tipo porque no se halla sobre una colina, sino más bien en una depresión, mucho más bajo que las colinas circundantes. Esta posición es claramente un inconveniente en caso de sitio, y puede ser explicada por la primera función del castillo como una residencia, no pretendiendo ser una construcción defensiva.